# Mecaphesa spiralis
Mecaphesa spiralis es una especie de araña cangrejo del género Mecaphesa, familia Thomisidae, orden Araneae.

## Distribución
Esta especie se encuentra en Guatemala.

## Taxonomía
Fue descrita científicamente por F. O. Pickard-Cambridge en 1900.
Tratamiento taxonómico
La especie aparece registrada y publicada en Arachnida - Araneida and Opiliones. in: Biologia Centrali–Americana, Zoology. London 2: 89–192, pl. 6–15.